# DiVA
DiVA est un groupe féminin de J-pop créé en 2011, composé de quatre idoles japonaises issues du groupe AKB48 et de l'agence associée office48, produit par Yasushi Akimoto.

## Présentation
Un groupe quasi-homonyme est d'abord créé en 2010 sous le nom DIVA (tout en majuscules), afin d'interpréter les titres en faces-B des singles Beginner et Sakura no Ki ni Narō du groupe AKB48. DIVA est alors composé de sept chanteuses et de neuf danseuses, toutes membres en parallèle d'AKB48.
L'annonce de la création d'un nouveau DiVA (avec un "i" minuscule) est faite le 27 février 2011, à la suite de la participation de Sayaka Akimoto au marathon de Tōkyō. Ce nouveau groupe ne comprend que quatre membres, également membres en parallèle d'AKB48, dont trois ont fait partie du DIVA de 2010.
Son premier single, Tsuki no Uragawa, devait sortir le 27 avril 2011, mais est reporté au 18 mai 2011 à la suite du séisme de 2011 de la côte Pacifique du Tōhoku. Ce single sort en six versions CD+DVD et une version CD.
Un second single, Cry, sort en août 2011.
Sae Miyazawa est transférée de AKB48 à son groupe sœur chinoise SNH48 en 2012.
Yuka Masuda effectue sa graduation de AKB48 et de DiVA en 2013. Sayaka Akimoto quitte AKB48 la même année.
Le groupe sort son dernier single Discovery en octobre 2014 avant sa séparation.
L'ancienne membre Yuka Masuda, qui a effectué sa graduation des AKB48 et des DiVA en 2013, fait son retour aux côtés des trois membres d’origine Sayaka Akimoto, Ayaka Umeda et Sae Miyazawa.
Un nouvel album sort encore novembre 2014.

## Membres
- Sayaka Akimoto (team K)
- Sae Miyazawa (team K)
- Ayaka Umeda (team K)
- Yuka Masuda (team B)

## Discographie

### Album
1. 5 novembre 2015 - DIVA

### Single
1. 18 mai 2011 – Tsuki no Uragawa (月の裏側?)
2. 10 août 2011 – Cry
3. 21 mars 2011 - Lost the Way
4. 8 octobre 2014 - Discovery